# Meioneta fratrella
Meioneta fratrella är en spindelart som först beskrevs av Chamberlin 1919.  Meioneta fratrella ingår i släktet Meioneta och familjen täckvävarspindlar. Inga underarter finns listade i Catalogue of Life.